# Uranio (storico)
Uranio (fl. VI secolo) è stato uno storico siriaco.
Fu uno storico di lingua greca e nazionalità siriaca, originario di Apamea.
La datazione è assai incerta: l'unico termine sicuro è la presenza di citazioni da Uranio nel lessico geografico di Stefano di Bisanzio (VI secolo), ma è plausibile una datazione ben più antica. Fozio di Costantinopoli (IX secolo), citando nella sua Biblioteca la Vita di Isidoro di Damascio di Damasco (VI secolo), menziona Uranio dichiarandolo «governatore di Cesarea marittima». Inoltre, lo storico Agazia (VI secolo) riferisce che Uranio era un medico che, insieme al generale di Giustiniano I, Areobindo, decise di recarsi in Persia, ove si guadagnò la stima del re Cosroe I (531-579); questi dichiarò in molte occasioni di non aver mai conosciuto nessuno come il filosofo bizantino Uranio, sebbene avesse in precedenza ospitato a corte numerosi celebri filosofi da Costantinopoli.
Uranio fu autore di un'opera intitolata Arabikà, in cinque libri, oggi perduta.
Particolarmente celebre la truffa che Costantino Simonidis, celebre calligrafo greco di metà Ottocento, intentò proprio intorno al nome di Uranio: egli infatti costruì un manoscritto palinsesto contenente una pretesa opera perduta di Uranio, una Storia egizia sulla successione dei re egiziani, e dichiarò di averlo portato con sé dal monte Athos. Per un certo tempo riuscì a convincere dell'autenticità del pezzo perfino studiosi come Karl Wilhelm Dindorf, il quale ne fece allestire un'edizione nel gennaio 1856 per la Clarendon Press di Oxford, ma poi la truffa fu smascherata da Konstantin von Tischendorf.